# Diocèse épiscopalien d'Albany
Le diocèse d'Albany est l'un des 100 diocèses que compte l'Église épiscopalienne des États-Unis.
Il a son siège à la cathédrale de Tous les Saints à Albany, et couvre notamment route la partie nord-est de l'État de New York.